# Hans Siegenthaler
Hans Siegenthaler   (Suïssa, 5 de febrer de 1923 - 2007) fou un futbolista suís de la dècada de 1940.

## Trajectòria
Fou un davanter suís que defensà els colors del club SC Young Fellows Juventus. També jugà amb la selecció suïssa, amb la qual disputà el Mundial del Brasil 1950.